# Josef Machynka

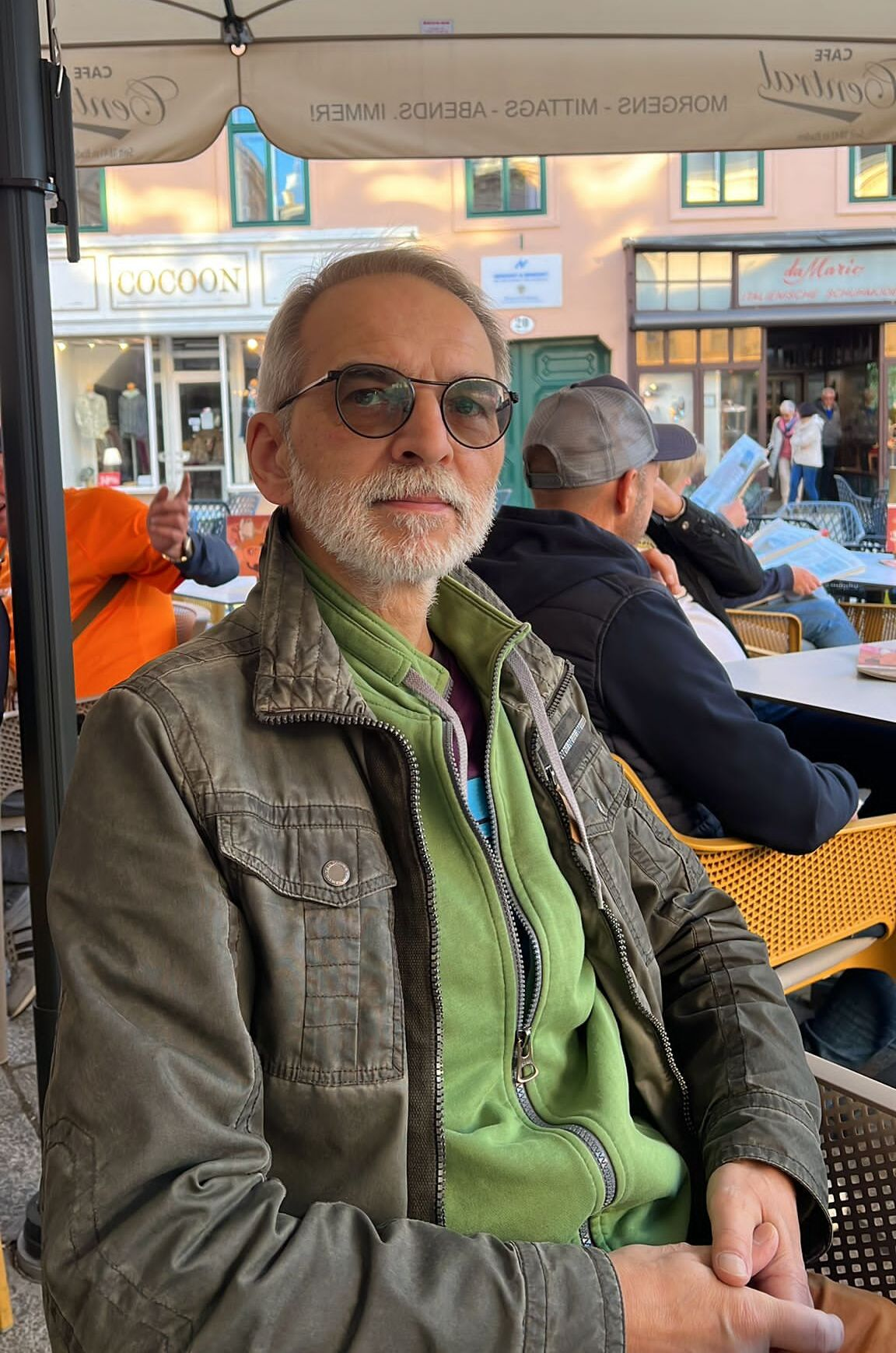
Josef Machynka

Josef Machynka (* 1957 in Bad Vöslau) ist ein österreichischer Kunstmaler und Grafiker. In seine Gegenständliche Ölmalerei lässt er seine Interessengebiete (Mythologie, Philosophie und Symbolik) thematisch häufig einfließen.

## Leben
Er ist der Sohn von Josef Machynka (1907–1987) und Henriette Machynka (geb. Maurer/Saip, 1928-2023). Der Vater arbeitete als Webmeister in der Kammgarnfabrik Bad Vöslau und war nebenher Musiker und Hobbymaler. Von ihm erlernte Josef Machynka jun. im Jugendalter die ersten Grundlagen der Ölmalerei. Von 1978 absolvierte Machynka ein Studium der Malerei an der Universität für angewandte Kunst Wien in der Meisterklasse Wolfgang Hutter bis zum erfolgreichen Abschluss 1984. Ab 1981 beschäftigte er sich mit Philosophie, Mythologie und Symbolik. Neben der Ausstellungstätigkeit veranstaltet er zu diesen Themen Vorträge, Seminaren sowie Mal- und Zeichenkurse.

## Veröffentlichungen
- Buchillustration Die Naturgeister. 1984[6][7]
- Eclectic Tarot Deck. Verlag Piatnik, Wien 1986, ISBN 3-900300-19-4.
- Ibis Tarot Deck. Verlag Us Games Systems, 1988, ISBN 0-88079-516-6.
- Verkauf des Bildes Möwe in rotem Himmel, 1986, Öl/Holz, 76 × 59 cm an die Artothek Niederösterreich[8]

## Mitgliedschaften, Beteiligung an Projekten
- 1980 Gründungsmitglied des ehemaligen Kunstvereins Depot 35[9]
- 1985 Mitglied bei der Ring Galerie, Mitglied beim Kunstverein Baden
- 1987 Mitglied Grazer Werkbund
- 2003 Mitglied der Interessensvertretung der bildenden Künstler Österreichs
- 2008 Mitarbeit und Realisierung des interdisziplinären Kunstprojekts mythos modern[10][11]
- 2012 Beteiligung Kunstprojekt „special edition“ der Künstlergruppe Hildegard Projekt, IGBK Wien.
- 2013 Beteiligung Kunst und Kuchen, KMG ART GALLERY & STUDIOS Wien.
- 2013 Beteiligung Generation 20- , ip-forum Wien.
- 2013 Beteiligung Wunde Punkte, MOYA - Museum of young art im Palais Schönborn Wien.[12][13]

## Ausstellungen
- 1982 Gemeinschaftsausstellung der Meisterklasse Wolfgang Hutter. Hauptgebäude PSK, Wien. Erster Ankauf durch PSK Wien.
- 1983 Ausstellung Galerie 12 Jahreszeiten, Wien.
- 1983 Ausstellung Bürogebäude der Firma Shell, Wien.
- 1983 Ausstellung Art Coiffeur, Wien.
- 1985 Ausstellung Sozialmedizinisches Zentrum Ost, Wien.
- 1985 Ausstellung Kulturverein Neue Akropolis, Wien und Linz.
- 1985 Ausstellung Volksbank Baden, Baden bei Wien.
- 1985 Ausstellung der Buchillustrationen anlässlich der Buchpräsentation Die Naturgeister, Hotel Pöstlingberg, Linz. Gleichfalls in Wien.
- 1986 Mehrere Ausstellungsbeteiligungen im Rahmen des Kunstvereins Baden.
- 1986 Ausstellung Galerie Violetta, Wien.
- 1986 Ausstellungsbeteiligung im Rahmen der Kulturwoche Schmied an der Strass, Gaflenz.
- 1986 Ausstellung Cafe Rondo, Wien.
- 1987 Ausstellung Galerie im Mercedeshof, Baden bei Wien.
- 1987 Ausstellung Beethovenhaus, Baden bei Wien.
- 1987 Ausstellung Galerie Modena Art, Wien.
- 1988 Ausstellungsbeteiligung bei der Jahresausstellung des Kunstvereins Baden, Beethovenhaus, Baden bei Wien.
- 1989 Gemeinschaftsausstellung des Kunstvereins Baden im Beethovenhaus, Baden bei Wien.
- 1989 Ausstellungsbeteiligung Sparkasse Baden, Baden bei Wien.
- 1989 Ausstellungsbeteiligung Pensionistenheim Hainfeld, NÖ.
- 1989 Ausstellungsbeteiligung Landespensionistenheim Ulrichsheim, Hainburg a. d. Donau.
- 1990 Gemeinschaftsausstellung des Grazer Werkbunds im Künstlerhaus, Graz.
- 1990 Ausstellungsbeteiligung Handelskammer NÖ, Baden bei Wien.
- 1990 Ausstellungsbeteiligung Tobelbad, Graz.
- 2005 Ausstellung Kulturverein Neue Akropolis, Salzburg.
- 2005 Ateliervernissage, Wien.
- 2009 Ateliervernissage, Wien.
- 2009 Ausstellung >inside:insight< Galerie Time, Wien.
- 2009 Ausstellung „art.shooting.“ Galerie Karoly, Wien.
- 2009 Gemeinschaftsausstellung zum Kunstprojekt „Baden-Kunst-Musik ist mehr“, Haus der Kunst, Baden bei Wien.
- 2010 Beteiligung an der Aquarellausstellung „Die Meister von morgen“, Leopold Museum, Wien.
- 2010 Ausstellungsbeteiligung Kunstprojekt »URBANER SPIELPLATZ - Eine Dekonstruktion der Alltagswahrnehmung«, Töchter der Kunst, VHS Hietzing, Wien.
- 2011 Kunstmesse Akzenta Graz 2011, „Frauen Im Focus der Kunst“.
- 2011 Ausstellung „Malen ist Arbeit“, Club International, Wien.
- 2011 Sommerausstellung Galerie Bertrand Kass, Innsbruck.
- 2011 Ausstellung art.shooting.reloaded zur Kriminacht Osteria Allora.
- 2012 Kunstmesse ART Innsbruck mit Galerie Bertrand Kass.[14][15]

## Belege
1. ↑  k360.net (Memento vom 23. Dezember 2014 im Internet Archive)
2. ↑  machynka.com
3. ↑  https://www.youtube.com/@josefmachynka5800
4. ↑  k360.net (Memento vom 23. Dezember 2014 im Internet Archive)
5. ↑  machynka.com
6. ↑  k360.net (Memento vom 23. Dezember 2014 im Internet Archive)
7. ↑  machynka.com
8. ↑  artothek.at (Memento vom 23. Dezember 2014 im Internet Archive)
9. ↑  onb.ac.at
10. ↑  k360.net (Memento vom 23. Dezember 2014 im Internet Archive)
11. ↑  machynka.com
12. ↑  k360.net (Memento vom 23. Dezember 2014 im Internet Archive)
13. ↑  machynka.com
14. ↑  k360.net (Memento vom 23. Dezember 2014 im Internet Archive)
15. ↑  machynka.com

| Personendaten    | Personendaten               |
| ---------------- | --------------------------- |
| NAME             | Machynka, Josef             |
| KURZBESCHREIBUNG | österreichischer Kunstmaler |
| GEBURTSDATUM     | 1957                        |
| GEBURTSORT       | Bad Vöslau                  |